# 犬島 (犬の流刑地)
犬島（いぬじま）、または犬嶋とは、平安時代に野犬や罪を犯したイヌが収容された島。

## 概要
清少納言の『枕草子』第七段「上にさぶらふ御猫は」には、飼い猫であった「命婦の御許」に噛みつこうとした「翁丸」という犬に対し、一条天皇が「犬島へつかはせ」と述べたという記述がある。この「犬島」は『枕草子』注釈本の『清少納言枕草紙抄』では、「犬を島につかわせ（犬を流刑にしろ）」と解釈され、北村季吟の『枕草子春曙抄』では備前国の犬島と解釈されていた。金子元臣は『枕草子評釈』において、具体的な話ではなく、単に追放するという意味合いだとしている。
萩谷朴は九条家本『延喜式』の紙背文書である寛弘7年10月30日付文書の記述から、罪を犯した犬が『淀』の地に収容されているとした。また『如願法師集』の「犬島やなかなる淀の渡し守 いかなる時に逢瀬ありけむ」という歌から、淀に「犬島」という島があると推定している。『禁秘抄』には蔵人や滝口武者たちが宮中の野犬を狩りたてて「放流」していたという記述があり、何らかの形で野犬が追放されていたことは確実と見られている。
現在「犬島」という地名は淀の周辺に残っておらず、島もすでに流失したものと見られている。往来物のひとつ『和泉往来』には「鳥飼」から「犬嶋」に至るという記述があり、北山円正は淀川の中でも現在の摂津市鳥飼より北に存在していた中州であったのではないかと推定している。